# Andrea Leadsom

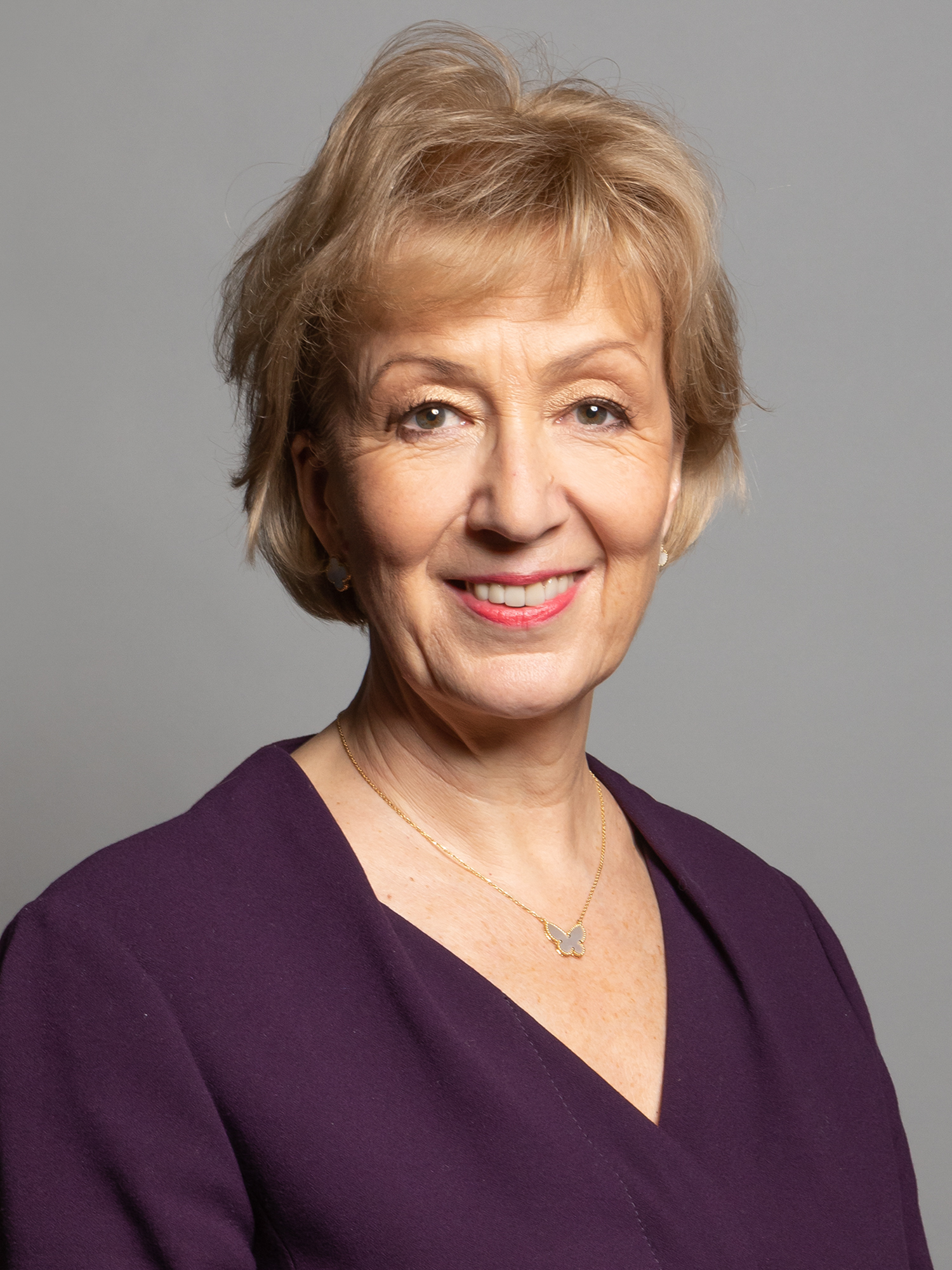
Andrea Leadsom (2020)

Dame Andrea Jacqueline Leadsom DBE [ˈlɛdsəm] (geboren am 13. Mai 1963 als Andrea Jacqueline Salmon in Aylesbury, Buckinghamshire) ist eine britische Politikerin der Konservativen Partei. Seit Mai 2010 vertritt sie den Wahlkreis South Northamptonshire im britischen Unterhaus, zwischen April 2014 und Mai 2019 war Leadsom unter den Premierministern David Cameron und Theresa May auf verschiedenen Positionen Mitglied der britischen Regierung, zuletzt als Lord President of the Council und Leader of the House of Commons. Im Sommer 2016 und im Frühjahr 2019 bewarb sie sich erfolglos um den Vorsitz ihrer Partei. Am 24. Juli 2019 berief Boris Johnson sie als Ministerin für Wirtschaft, Energie und Industriestrategie in sein Kabinett. Am 13. Februar 2020 wurde sie im Rahmen einer Kabinettsumbildung entlassen.

## Leben
Leadsom wuchs in Tonbridge in der Grafschaft Kent auf. Sie studierte an der University of Warwick, wo sie einen Abschluss in Politikwissenschaft erlangte. Anschließend arbeitete sie im Bankensektor und in der Finanzindustrie. Sie heiratete 1993 Ben Leadsom, das Paar hat zwei Söhne und eine Tochter.

## Karriere in der Politik
Bei der Parlamentswahl 2005 bewarb sich Leadsom im Wahlkreis Knowsley South in Merseyside vergeblich um einen Sitz im britischen Unterhaus. Erfolgreich war ihre Kandidatur im Jahr 2010 im Wahlkreis South Northamptonshire, den sie bei den Wahlen 2015 und 2017 verteidigen konnte. Premierminister Cameron berief Leadsom im April 2014 als Staatssekretärin in seine Regierung: zunächst übernahm sie als Economic Secretary den Bereich Ökonomie  im Finanz- und Wirtschaftsministerium, ab Mai 2015 war sie als Minister of State im Ministerium für Energie und Klimawandel für den Energiebereich zuständig. Ab Juli 2016 zählte Leadsom als Ministerin für Umwelt, Ernährung und ländlichen Raum (Secretary of State for Environment, Food and Rural Affairs) zum ersten Kabinett May. Nach einer Regierungsumbildung übernahm Leadsom im Juni 2017 die miteinander verbundenen Positionen des Lord President of the Council und des Leader of the House of Commons. Am 22. Mai 2019 trat sie wegen ihrer Unzufriedenheit mit dem Brexit-Kurs von May von diesen Ämtern zurück. Bereits im Wahlkampf vor dem EU-Mitgliedschaftsreferendum im Vereinigten Königreich 2016 war Leadsom als entschiedene Befürworterin eines EU-Austritts des Vereinigten Königreiches aufgetreten.

## Bewerbungen um den Parteivorsitz
Nachdem Premierminister David Cameron aufgrund der Entscheidung der britischen Wähler für den EU-Austritt seinen Rücktritt für September 2016 angekündigt hatte, erklärte Leadsom Ende Juni 2016 ihre Kandidatur für den Vorsitz der Konservativen Partei und als Premierministerin. Sie wurde von einigen prominenten Parteigrößen wie Iain Duncan Smith, Michael Howard und Boris Johnson öffentlich unterstützt. Ihre Konkurrenten bei der Bewerbung um Camerons Nachfolge waren Innenministerin Theresa May, Justizminister Michael Gove, Arbeits- und Rentenminister Stephen Crabb und der ehemalige Verteidigungsminister Liam Fox.
Bei den Vorwahlen innerhalb der Unterhausfraktion schieden bis zum 7. Juli zunächst Fox, Crabb und Gove aus. Bis Anfang September sollten sich nun die Parteimitglieder in einer Urwahl zwischen den beiden verbliebenen Kandidatinnen May und Leadsom entscheiden. Dann geriet Leadsom wegen eines Interviews mit der Times unter Druck. In dem Interview thematisierte sie die Kinderlosigkeit von Theresa May und suggerierte, sie selbst sei die geeignetere Kandidatin, da sie als mehrfache Mutter ein unmittelbares Interesse an einer möglichst guten Zukunft des Landes habe. Wegen dieser Äußerungen wurde sie massiv kritisiert. Sie verteidigte sich mit der Behauptung, ihre Aussagen seien falsch wiedergegeben worden, was die Times jedoch anhand eines Audiomitschnitts widerlegen konnte. Daraufhin erklärte Leadsom am 11. Juli 2016 ihren Rückzug. Sie habe nicht das Gefühl, ausreichenden Rückhalt für die Bildung einer „starken und stabilen Regierung“ zu haben. Sie wünsche der künftigen Premierministerin Theresa May „allergrößten Erfolg“ bei der Umsetzung des EU-Ausstiegs.
Bei der durch den Rücktritt von May als Parteivorsitzende im Frühjahr 2019 notwendig gewordenen Neuwahl bewarb sich Leadsom erneut für den Posten, schied aber in der ersten Runde der innerhalb der Unterhausfraktion ausgetragenen Vorausscheidung am 13. Juni aus.
2021 wurde sie als Dame Commander des Order of the British Empire geadelt.